# غوتفريد دينست
غوتفريد دينست (9 سبتمبر 1919 - 1 يونيو 1998)، كان حكم كرة قدم سويسري وُلِد في بازل. أدار تحكيم مباراة نهائي كأس العالم 1966 في إنجلترا. كما أدار نهائيين من بطولة دوري أبطال أوروبا وهما نهائي 1961 ونهائي 1965. كما أدار نهائي بطولة أمم أوروبا لكرة القدم 1968.

## روابط خارجية
- غوتفريد دينست على موقع Soccerway.com (الإنجليزية)